# Hyacinthe Adam
Pour les articles homonymes, voir Adam (homonymie).
 (juillet 2025).
Si vous disposez d'ouvrages ou d'articles de référence ou si vous connaissez des sites web de qualité traitant du thème abordé ici, merci de compléter l'article en donnant les références utiles à sa vérifiabilité et en les liant à la section « Notes et références ».
Hyacinthe Adam, né le 12 août 1858 à Minihy-Tréguier dans les Côtes-d'Armor et décédé dans cette même commune le 16 janvier 1909, est un missionnaire français des Missions étrangères de Paris.

## Biographie
Issu d’une nombreuse famille, Adam reçoit une éducation très religieuse. Il étudie au petit séminaire de Tréguier . Il choisit la vocation apostolique le jour où un prédicateur dit aux élèves que le missionnaire qui a converti une seule âme a par là même assuré son propre salut. Après être entré aux missions étrangères, il demande et obtient son admission Séminaire des Missions étrangères de Paris le 7 septembre 1879 et est ordonné prêtre le 22 septembre 1883. 

### Au Japon
Destiné au Japon, il s'embarque à Marseille le 7 novembre 1883 et arrive à Osaka avant la fin de l'année. Après avoir passé quelque temps à l’évêché pour apprendre la langue japonaise, il est chargé du poste d’Uchiawajimachii qui comprend alors toute la partie est d’Osaka. En 1889, il est chargé de diriger la paroisse de la cathédrale d'Osaka. En 1890, pendant une épidémie de choléra qui fit de nombreuses victimes dans la communauté chrétienne, il attrape lui-même la maladie alors qu'il est au chevet d’un mourant. Une médication administrée à temps arrête net le mal, ainsi, après deux ou trois jours alité, il est complètement remis.
En octobre 1891, il est chargé de la mission de Tsu que ne comptent alors que les résidences du missionnaire à Tsu et à Ueno. Grâce à des ressources fournies par sa mère, il étend peu à peu son cercle d’action et ouvre des missions à Matsusaka, Kameyama et Tsuchiyama, et établit un catéchiste fixe. En moins de cinq ans, il réussit à baptiser 142 personnes malgré l'opposition de la population.
Malade, il part en avril 1896 à Hong Kong espérant qu’un changement d’air, un bon régime et un repos complet calmeraient ses violents maux de tête. Mais son état de santé empire et il décide de rentrer en France. Toutefois, avant le départ, il demande au père Chatron, nouvel évêque d’Osaka, la permission de revenir au Japon, pour revoir ses confrères et assister au sacre qui a lieu à Kobé le 18 octobre de la même année. De là, il s’embarque pour la France le 3 novembre.
Hyacinthe Adam meurt dans sa ville natale le 16 janvier 1909. Il repose dans le tombeau de sa famille près de l’église de son baptême.